# Maurice Léonard
Maurice Léonard, né le 27 juin 1899 à Paris et mort 22 septembre 1971 à Lignières, est un artiste peintre français.

## Biographie
Maurice Léonard est le fils de Joseph Léonard, photographe, et de Lucie Aglaé Lemeunier.
Il obtient une médaille d'argent en 1922, et une bourse de voyage en 1926.
Il épouse à Paris Louise Georgette Chazerand, le peintre Pierre Eugène Montézin est témoin du mariage.
Le conseil général de la Seine fait l'acquisition, en 1933, de son tableau intitulé L'Eglise de Chargey-lès-Gray.
En 1936, il remporte le prix Raigecourt-Goyon et la médaille d'or l'année suivante.
En secondes noces, il épouse Geneviève Yvonne Bertaud en 1960.
Il meurt le 22 septembre 1971, à l'âge de 72 ans.